# Gemini (програма)
Gemini — програмний додаток, написаний на . NET для керування проектами зі створення програмного забезпечення, що включає систему стеження за вадами.  Розроблено компанією CounterSoft.  Gemini може бути використана як для класичного керування проектами, так і в рамках методологій Agile і Scrum .

## Історія
Перша версія Gemini була створена у 2003 році . Після створення на сайті розробника була доступна безкоштовна версія програми для внутрішнього використання з можливістю встановлення на одному сайті і обмеженням на 10 користувачів  .
Офіційні повідомлення про вихід нових версій програми стали з'являтися на форумах компанії починаючи з 2006 року (версія 2.0.2) , а у 2008 році новини стали доступні на офіційному сайті компанії .
30 квітня 2006 року поряд з вебдодатком було випущено додаток для Windows — Gemini Desktop . 2 лютого 2009 року в Gemini була додана підтримка TechSmith SnagIt і MSN Messenger  .
22 грудня 2009 року вийшла нова версія Gemini 3.6 з поліпшеним інтерфейсом, динамічними фільтрами завдань, поліпшеними звітами, можливістю створювати завдання поштою та іншими поліпшеннями  .

## Нагороди
13 травня 2009 року Gemini удостоєна нагороди конкурсу «Members Choice» в номінації «Програмне забезпечення для керування проектами» (англ.Software Project Management).  Конкурс заснований одним з найбільших в світі спільнот розробників The Code Project, а нагорода вручається за кращі програмні продукти і засоби розробки  .